# Sobreaprendizaje
El sobreaprendizaje es un concepto pedagógico según el cual cada nueva habilidad adquirida debe practicarse más allá de la maestría inicial, buscando alcanzar la automatización.
La Ley de Yerkes-Dodson predice que el sobreaprendizaje puede generar un aumento del rendimiento en estados de alta excitación.